# Thermidor (Sardou)

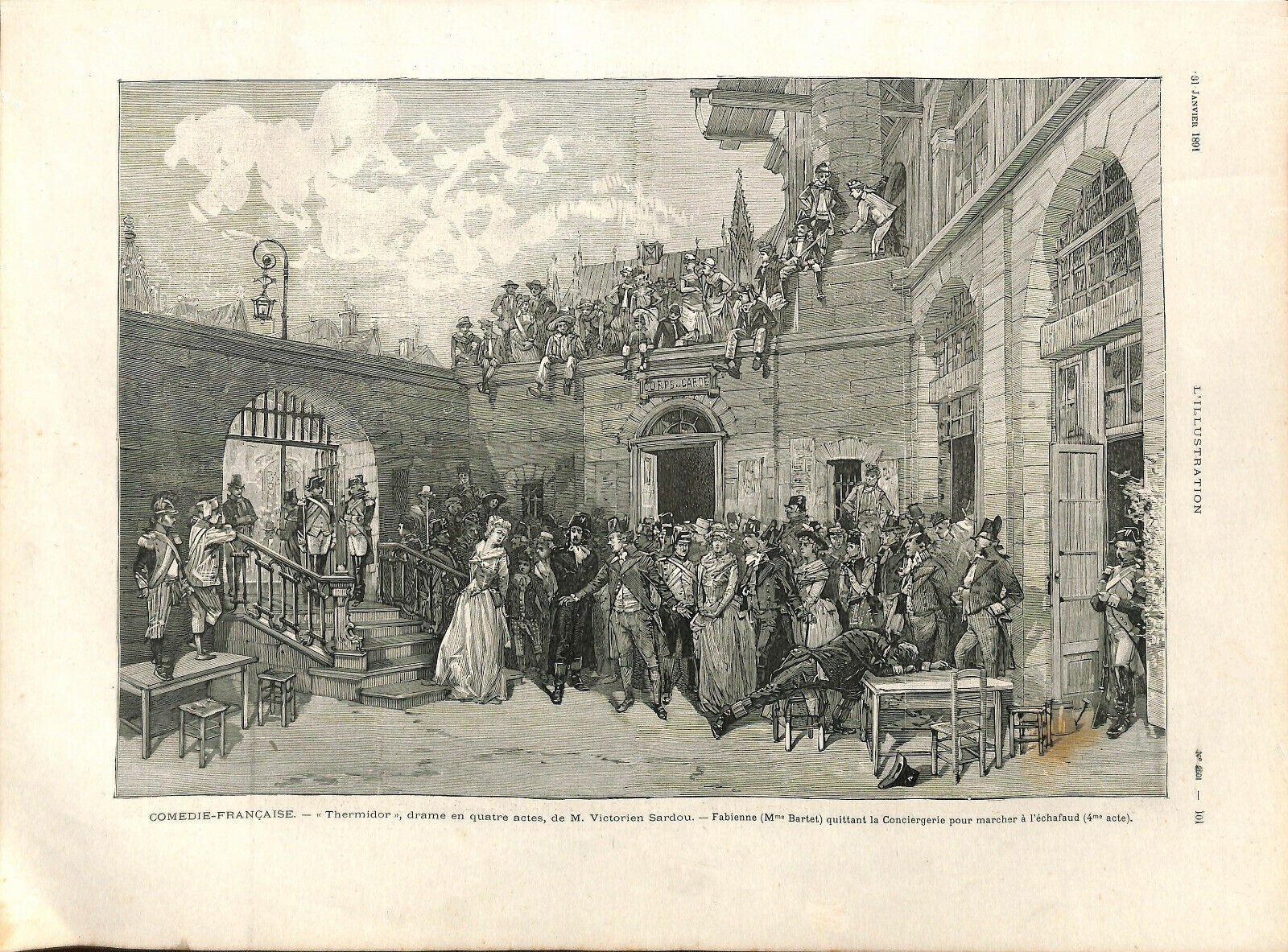
Fabienne wordt weggeleid naar het schavot (L'Illustration, 31 janvier 1891)

Thermidor is een toneelstuk in vier aktes uit 1891 van de Franse schrijver Victorien Sardou. De titel verwijst naar de val van Robespierre en het Schrikbewind op 10 thermidor van het jaar II. Bij de eerste opvoeringen veroorzaakte het stuk zoveel ophef dat het pas in 1896 werd hernomen in een gewijzigde versie.

## Verhaal
Het verhaal speelt zich af in aanloop van de Thermidoriaanse Reactie tegen het Schrikbewind tijdens de Franse Revolutie. Twee oude vrienden Labussière en Martial Hugon. Die laatste is een militair. Labussière is een voormalig acteur die werkt voor het Comité de salut public. Zij strijden om de liefde van Fabienne, die veroordeeld wordt tot de guillotine. De enige manier waarop ze zich kan redden, is om te verklaren dat ze zwanger is. Maar Fabienne verkiest de guillotine boven die oneer.

## Opvoeringen
Thermidor werd een eerste keer opgevoerd door de Comédie-Française op 24 januari 1891. Deze opvoering was erg succesvol. Maar bij de tweede opvoering 's anderendaags kwam in de zaal tot opstootjes veroorzaakt door radicale republikeinen die aanstoot namen aan het stuk. Als gevolg van de ophef werd het stuk op 27 januari afgevoerd. Victorien Sardou verdedigde zich door te stellen dat hij enkel het despotisme van Robespierre en het Schrikbewind wilde aanklagen en niet de Franse Revolutie als geheel. Op 29 januari hield Georges Clemenceau, de latere president, een bekende toespraak in de Chambre des députés naar aanleiding van de controverse. Hij stelde dat hij geen onderscheid wilde maken tussen "goede" en "slechte" revolutionairen en dat de Franse Revolutie als geheel moet worden beschouwd.
Pas in 1896 werd het stuk opnieuw opgevoerd. Het ging in licht gewijzigde versie in première in het Théâtre de la Porte Saint-Martin op 2 maart en kende een groot succes.

## Varia
Het gerecht homard Thermidor, een bereiding van kreeft ontwikkeld door kok Auguste Escoffier in het restaurant Maire, is genoemd naar het toneelstuk.